# Gastrotheca litonedis
Gastrotheca litonedis là một loài ếch trong họ Hemiphractidae. Chúng là loài đặc hữu của Ecuador.
Các môi trường sống tự nhiên của chúng là vùng cây bụi nhiệt đới hoặc cận nhiệt đới vùng đất cao, đồng cỏ ở cao nhiệt đới hoặc cận nhiệt đới, sông, và đầm nước ngọt có nước theo mùa. Loài này đang bị đe dọa do mất môi trường sống.